# تلمبة ولي عصر (نغار بردسير)
تلمبة ولي عصر (بالإنجليزية: Tolombeh-ye Vali Asr)‏ هي مستوطنة تقع في إيران في كرمان. يقدر عدد سكانها بـ 41 نسمة .